# Caza de ballenas en Australia

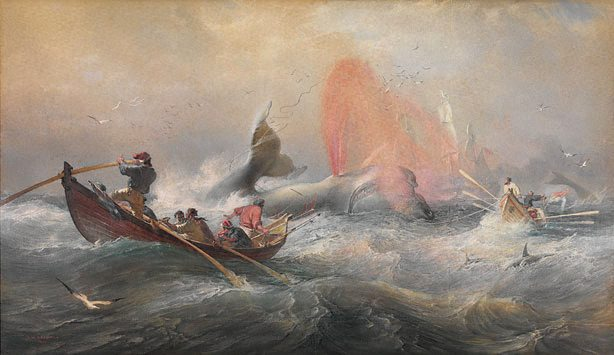
Oswald Brierly, Whalers off Twofold Bay, New South Wales, 1867

La caza de ballenas en Australia comenzó en 1791 cuando 5 de los 11 barcos de la Third Fleet, tras desembarcar a sus pasajeros y carga en Sydney Cove, salieron de Port Jackson para dedicarse a la caza de ballenas y focas en las costas de Australia y Nueva Zelanda. Las dos principales especies cazadas por estos barcos en los primeros años eran la ballena franca y el cachalote. Más tarde, se capturaron ballenas jorobadas,  ballenas de Groenlandia y otras especies de ballenas.
La caza de ballenas pasó a ser una importante industria marítima en Australia, dio trabajo a cientos de barcos y miles de hombres y aportó productos de exportación por valor de 4,2 millones de libras en 1850. La caza moderna de ballenas con cañones de arpón y barcos de casco de hierro se llevó a cabo en el siglo XX desde estaciones costeras en Australia Occidental, Nueva Gales del Sur y Queensland.
Una investigación gubernamental sobre la industria en 1978 tuvo como resultado la prohibición de la caza de ballenas en Australia y el compromiso con su protección. El avistamiento de ballenas es ahora una importante industria turística. 

## Aborígenes, ballenas y caza de ballenas

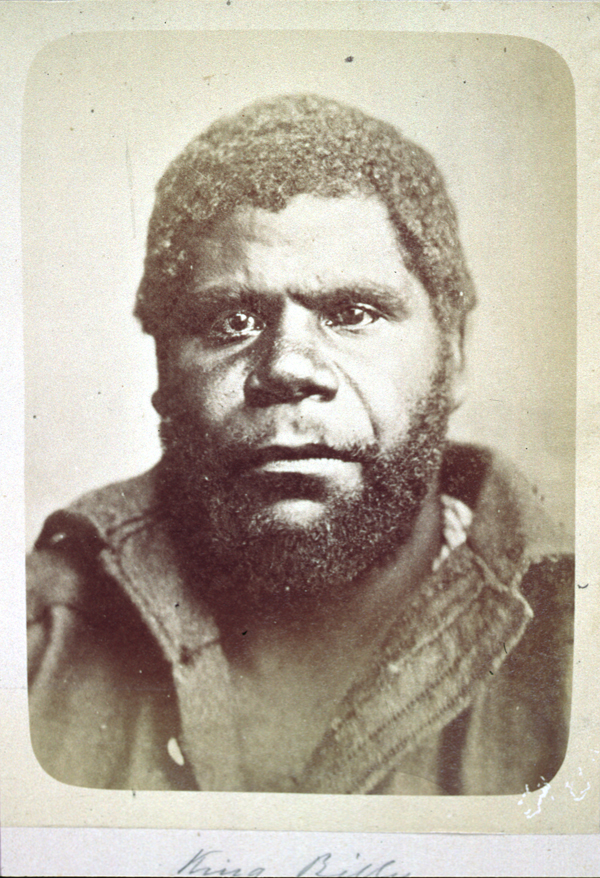
William Lanne (c1835-1869), el último hombre aborigen de Tasmania de sangre pura, sirvió en un ballenero de Hobart en la década de 1860.

Las ballenas formaban parte de la vida de los indígenas australianos de la costa en la Australia precolonial y era un animal tótem para algunos clanes de Australia Occidental. Su representación en arte rupestre en Nueva Gales del Sur indica que las ballenas también tenían importancia en el este de Australia. Se han identificado cuatro o cinco grabados rupestres aborígenes cerca de Sídney que representan festines con ellas. Las ballenas varadas, o aquellas que morían en el mar y eran arrastradas a la orilla, eran una fuente de alimento ocasional para los aborígenes de la costa. El olor de la ballena en descomposición atraía a los primeros en llegar y se enviaban mensajes a los grupos vecinos para que acudieran al banquete.
No hay constancia de ninguna caza tradicional de ballenas por parte de las frágiles canoas de corteza o troncos ahuecados utilizadas como embarcaciones de pesca. Sin embargo, se ha afirmado que algunos tenían la capacidad de cazarlas por otros medios, como en la caza de delfines. Se supone que el clan Kondoli, en el sur de Australia, era capaz de cantar a las ballenas en la costa con la esperanza de que vararan. Según las historias que se cuentan en el Eden Killer Whale Museum, los aborígenes de Twofold Bay, en Nueva Gales del Sur, se aliaban de alguna manera con las orcas para conducir a la orilla a las  ballenas francas. Lo que se puede decir con certeza es que el descubrimiento de una ballena muerta era un acontecimiento importante para los que vivían cerca de la costa. Uno de estos grupos se encontró con una de ellas en una playa de Port Jackson el 7 de septiembre de 1790.

El 7 de septiembre, el Capitán Nepean del cuerpo de NSW, y el Sr. White, acompañados por el pequeño Nanbaree y un grupo de hombres, fueron en un bote a Manly Cove, con la intención de desembarcar allí y caminar hasta Broken Bay. Al acercarse a la orilla, vieron una ballena muerta en el más repugnante estado de putrefacción en la playa, y al menos doscientos indios rodeándola, asando la carne en diferentes fuegos y dándose un festín con las más extravagantes muestras de avidez y arrebato... al preguntarles la causa de su actual encuentro Beneelon, es decir Bennelong, señaló la ballena, que apestaba inmoderadamente, y Colbee hizo señales de que era común entre ellos comer hasta que el estómago estaba tan sobrecargado como para provocar la nausea.

Los huesos de las ballenas también eran apreciados para ciertos fines. Los huesos de las orejas se recuperaban para hacer recipientes para beber y las costillas se utilizaban a veces como armazón de gunyahs o cabañas.
Los europeos sabían que existían en las costas de Australia al menos desde 1699. Fue entonces cuando el explorador marítimo, naturalista y bucanero británico William Dampier (1652-1715) navegó por la costa de Australia Occidental. Allí, informó, el mar está repleto de las ballenas más grandes que jamás he visto.
Las estaciones balleneras de la bahía establecidas en la costa por los colonos en el siglo XIX atrajeron a los aborígenes de la tribu, que acampaban en las cercanías y se daban un festín con los restos de las ballenas desechadas una vez extraída la grasa. Algunos aborígenes trabajaban en los barcos de las estaciones de pesca en la bahía como peones o en puestos de vigilancia, donde su aguda vista les permitía avistarlas hasta que se acercaban sin la ayuda de un telescopio. Unos pocos sirvieron en barcos balleneros pelágicos que operaban desde Sidney y Hobart.

## Primeras visitas de balleneros

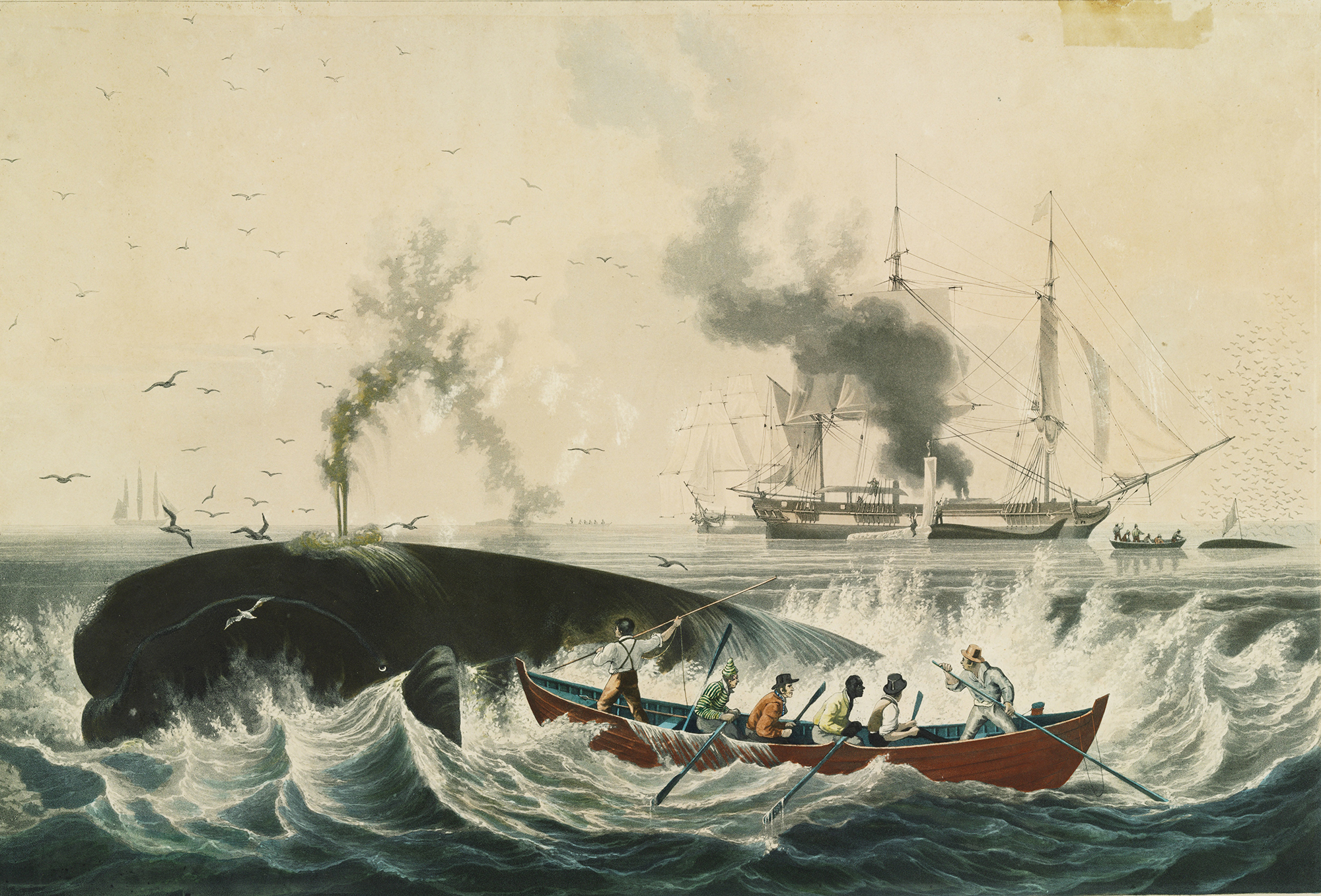
Captura y reproducción de ballenas, pesquería de ballenas de los mares del sur, grabado al aguatinta, 1835

Los balleneros y cazadores de focas británicos empezaron a recalar en Sydney poco después de que se iniciara la colonización europea en 1788. Algunos llegaron en régimen de fletamento como transportes de convictos o buques de almacenamiento y tras desembarcar a sus pasajeros y su carga iniciaron viajes de caza de ballenas y focas desde Port Jackson. El primero en regresar a Sydney tras capturarlas en la costa fue el capitán Thomas Melvill, que comandaba el Britannia, propiedad de Samuel Enderby & Sons. Para conmemorar la ocasión el Gobernador Arthur Phillip en 1791 regaló al Capitán Melvill una Copa de Plata que con la siguiente inscrpción:

El regalo de Su Excelencia, Arthur Phillips [sic], Esq., Capitán General y Gobernador en Jefe del Territorio de Su Majestad de Nueva Gales del Sur y sus Dependencias, a Thomas Melvill, Comandante del Britannia, por capturar una Ballena Spermaceti el 26 de octubre de 1791. Siendo la primera de su tipo capturada en esta costa desde que se estableció la Colonia.

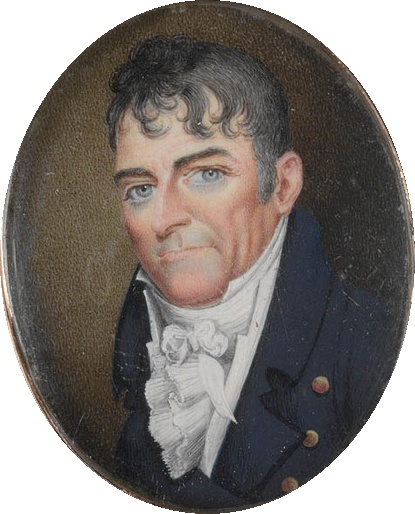
El capitán estadounidense Eber Bunker (1761-1836) comandó uno de los primeros barcos británicos en ballenas frente a Australia. Más tarde se instaló en Nueva Gales del Sur.

La caza de cachalotes era una actividad lucrativa. El Britannia regresó a Gran Bretaña en 1793 con 118 barriles de aceite de cachalote y 1900 pieles de foca. Los otros balleneros de la Tercera Flota que regresaron a Gran Bretaña en 1793 fueron el William y Ann (Capitán Eber Bunker) con 68 toneles de aceite de cachalote y 8468 pieles de foca, el Mary Ann (Mark Munro) con 25 toneles de aceite y 1900 pieles y  el Scamander (John Nichol) con 117 toneles de aceite y 6100 pieles. El Britannia había estado en Dusky Sound en la Isla del Sur de Nueva Zelanda, donde es posible que se hayan llevado algunas o todas las pieles de foca. Otro ballenero de la Tercera Flota, el Matilda (Matthew Weatherhead), se perdió en el mar. También fue avistado otro ballenero británico frente a Nueva Holanda (Australia) entre 1791 y 1793 fue el Canadá (Capitán Alexander Muirhead) que regresó a Gran Bretaña en 1793 con 15 toneles de aceite de cachalote, 6 toneles de aceite de ballena franca y 7000 pieles de foca.

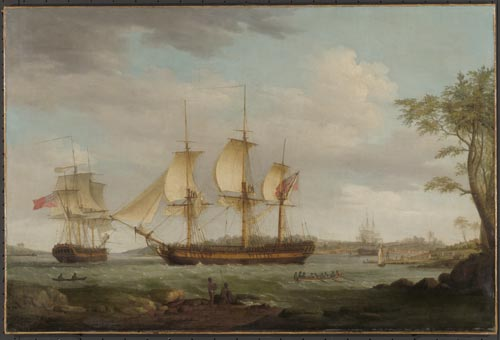
Thomas Whitcombe Salida del ballenero Britannia desde Sydney Cove, 1798, Biblioteca Nacional de Australia, Canberra.

Una limitación de la industria en los primeros años fueron las Actas de Navegación y los monopolios concedidos por el Gobierno llamados «Monopolios de la Corona» que otorgaban derechos exclusivos a toda la actividad marítima comercial en la región por parte de los buques británicos a la Compañía de los Mares del Sur y a la Compañía Británica de las Indias Orientales, o a los buques que habían sido autorizados por estas compañías. Estas restricciones se eliminaron gradualmente por etapas y permitieron a los buques británicos cazar ballenas, focas, comerciar con pieles o dedicarse a otras formas de comercio en el Pacífico sin licencia. Llevar carga general en el viaje de ida permitió a los balleneros complementar sus ingresos. El principal propietario de barcos balleneros de Londres Samuel Enderby confirmó en una carta a Sir Joseph Banks en 1801 que era una gran ventaja para los propietarios de balleneros llevar carga o pasajeros a Nueva Gales del Sur. Su buque Speedy regresó a Londres desde Nueva Gales del Sur en 1801 con aceite por valor de 13 600 libras esterlinas que, según Enderby, era el cargamento de este tipo más valioso traído hasta entonces.

## Caza de ballenas en la bahía
La caza de ballenas en bahías consistía en la captura de ballenas francas en bahías protegidas de la costa de Australia y Nueva Zelanda, donde acudían a reproducirse en los meses de invierno. Esta industria se adaptaba bien a los limitados recursos económicos de los primeros colonos. Se podía establecer una estación de caza de ballenas en la bahía con poco más que unos pocos barcos, ollas de prueba y barriles de madera para almacenar el aceite. Los hombres no solían recibir un salario fijo, sino que, al igual que los balleneros pelágicos, recibían una parte del valor de la captura, conocida como "lay".

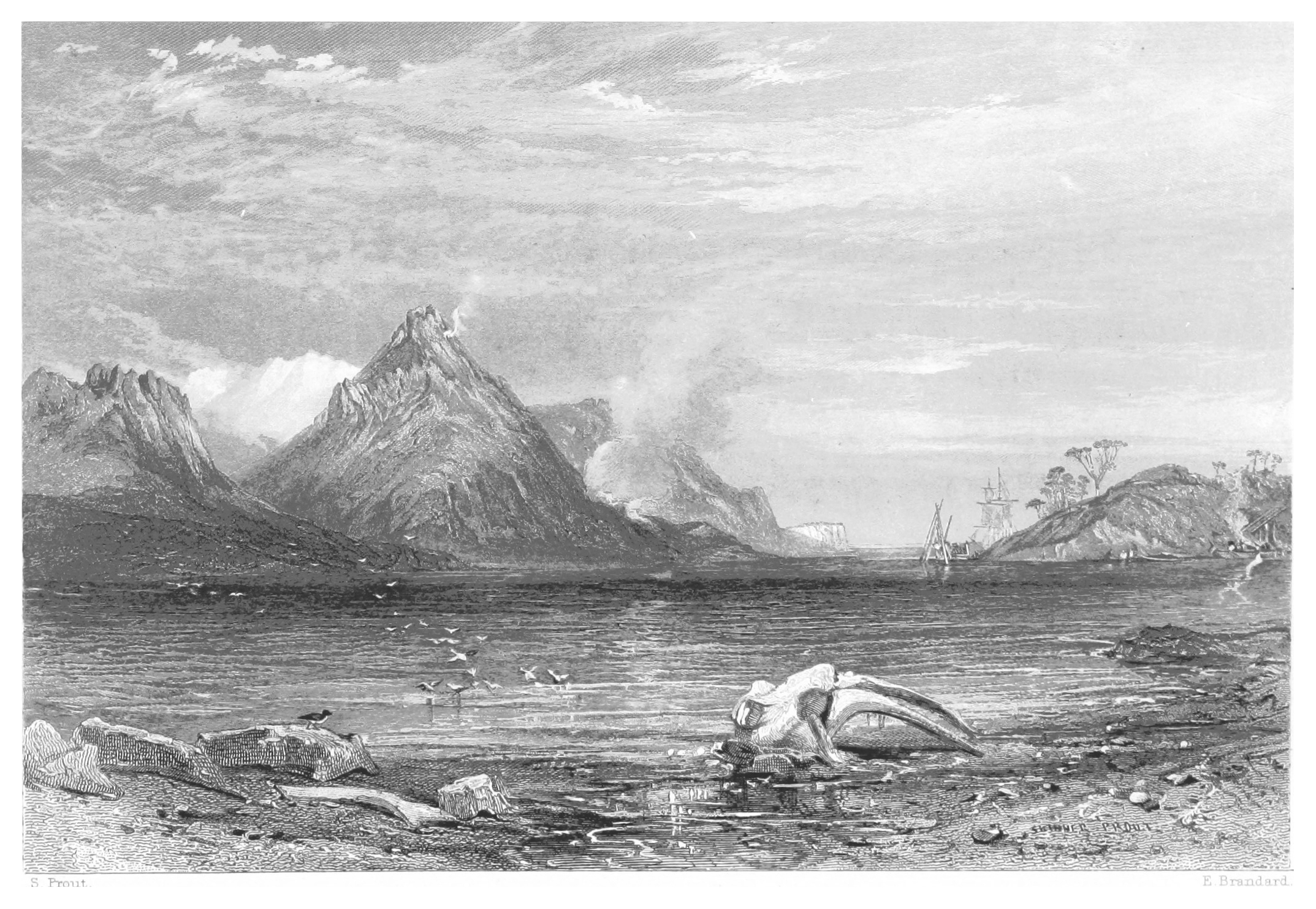
Antigua estación ballenera (1846) de John Skinner Prout. Grabado por Edwin Booth (1873)

Poco después de que los primeros colonos llegaran a Tasmania en 1803, y establecieran Hobart en la cabecera del Estuario del Derwent, descubrieron que el estuario era un lugar de cría para la ballena franca austral. Las actividades de caza de ballenas por parte de los colonos comenzaron en el Derwent en 1805. Al menos 45 estaciones de caza de ballenas operaron en Tasmania durante las siguientes cuatro décadas.
La primera estación ballenera en el continente australiano fue establecida por el capitán Thomas Raine (1793-1860) en Twofold Bay, en el sur de Nueva Gales del Sur, en 1828. La caza de ballenas en la bahía de Portland Bay, Victoria, ya estaba en marcha en 1833, en Encounter Bay, Australia del Sur en 1834 y en Doubtful Island Bay en Australia Occidental en 1836 así como en muchos otros lugares. Los balleneros de bahía australianos también fueron a Nueva Zelanda y estuvieron activos en Cloudy Bay y Banks Peninsula (1835) en la Isla del Sur.
Los equipos de balleneros eran desembarcados por pequeñas embarcaciones -generalmente goletas- para establecer asentamientos temporales durante los meses de invierno. Estas embarcaciones solían volver a por los hombres, y los barriles de petróleo llenos, al final de la temporada. Algunas de estas embarcaciones de apoyo permanecían en alta mar, sirviendo de dormitorio y almacén para la operación. Los buques balleneros pelágicos (de alta mar) entraban ocasionalmente a competir con los balleneros de tierra, especialmente hacia el final de su crucero, cuando intentaban llenar sus barriles de aceite antes de regresar a puerto. Algunas de estas estaciones balleneras, como las de Portland Bay y Twofold Bay, se convirtieron en el precursor de los asentamientos permanentes, ya que los colonos pioneros combinaban la caza de ballenas con las actividades pastoriles.

## Barcos balleneros australianos
Los barcos balleneros de propiedad australiana zarparon por primera vez de Sídney en 1805. El barco colonial King George de 185 toneladas (Capitán George Moody), propiedad de Henry Kable y James Underwood, partió de Port Jackson en junio y estaba cazando ballenas francas australes en el estuario de Derwent en Tasmania en julio de 1805. El primer cachalote fue cazado por el Argo de 224 toneladas (capitán John Bader), propiedad de John Macarthur a través de sus agentes londinenses Hullets & Co, y que partió de Sidney en septiembre de 1805. Los barcos que eran propiedad de Australia o tenían su base en ese país llegaron a realizar más de 1500 viajes de caza de ballenas desde puertos coloniales en el siglo XIX. Sydney y Hobart eran los dos principales puertos balleneros.

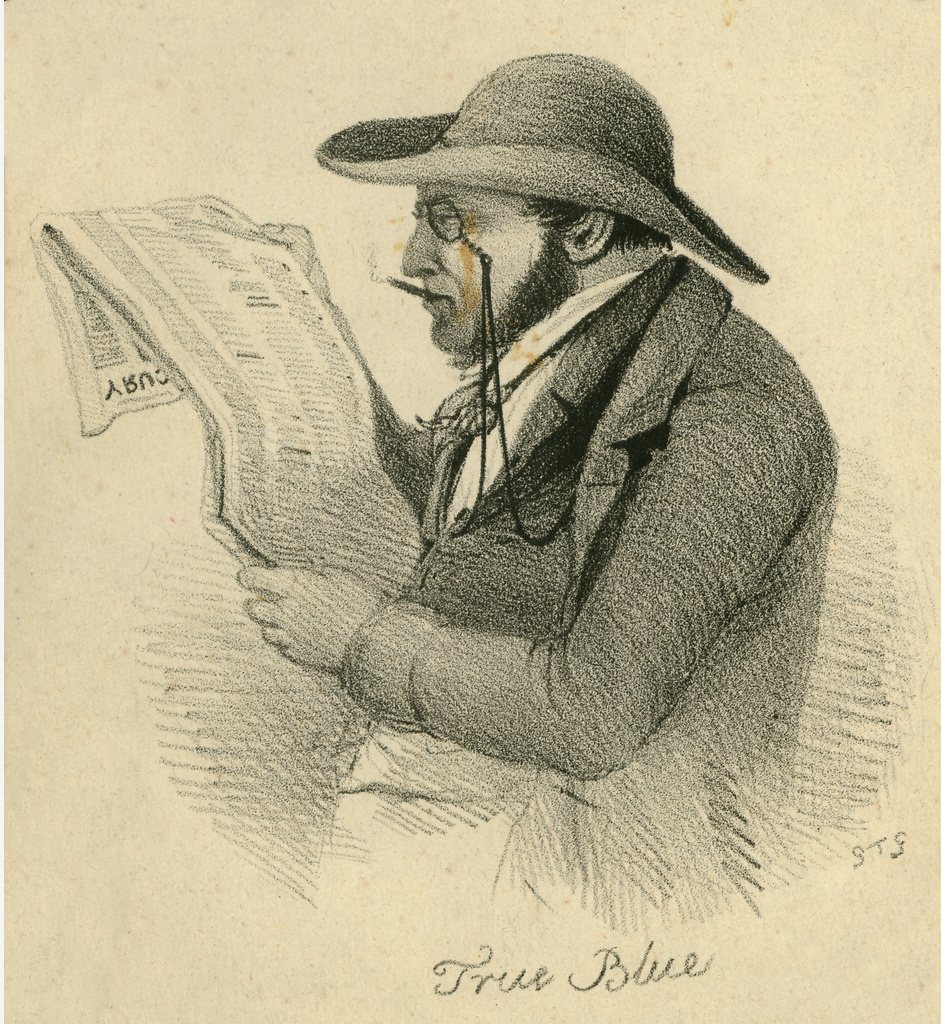
S. T. Gill, Capitán John Finnis (1802-1872) comandó los barcos balleneros de Sydney en la década de 1830

Los barcos balleneros se contrataban a veces para transportar personas y carga entre asentamientos, o para establecer nuevas colonias. El Albion (362 toneladas) llegó a Risdon Cove el 8 de septiembre de 1803 con colonos que fundaron Hobart. El Amity (192 toneladas) desembarcó a los primeros colonos blancos en Australia Occidental en 1826. La isla de Lord Howe fue colonizada por colonos desembarcados desde el ballenero de Sydney Caroline (192 toneladas) en 1834.

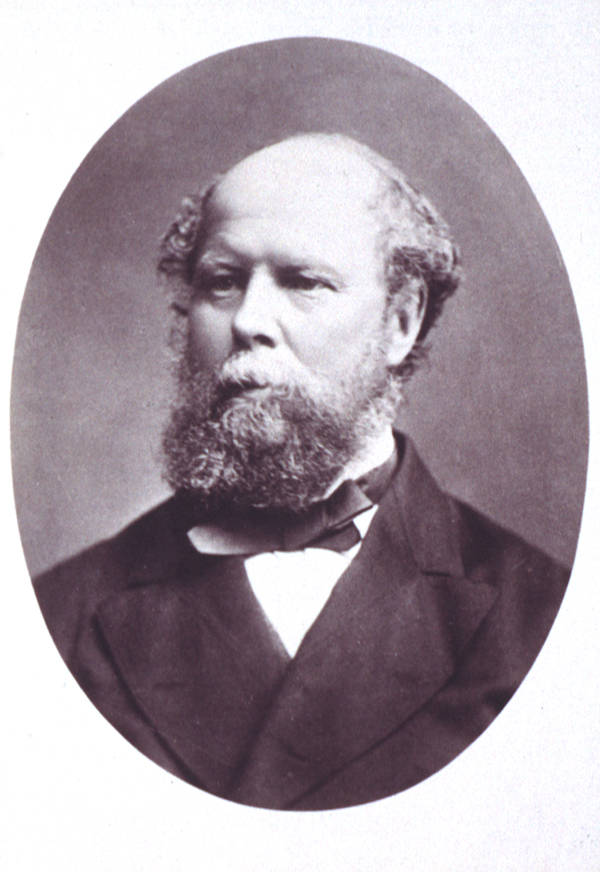
El Dr. William Crowther (1817-1885) fue un cirujano, comerciante, propietario de barcos balleneros y político de Hobart que llegó a ser Primer Ministro de Tasmania

Las grandes tripulaciones de estos barcos, necesarias para tripular los barcos, hacían que el comercio fuera un importante empleador de mano de obra marítima. Los cuarenta y dos balleneros con base en Sídney en 1837 empleaban a unos 1300 hombres. La mayoría eran marineros nacidos en Gran Bretaña, pero con el paso de los años los marineros nacidos en Australia se unieron a la flota en número creciente.
La caza de ballenas era un negocio desafiante que producía individuos capaces y versátiles, algunos de los cuales alcanzaron la prominencia en otros campos. Tres futuros parlamentarios y un alcalde de Sídney sirvieron en balleneros australianos, al igual que otros que más tarde se convirtieron en importantes comerciantes. La caza de ballenas también contribuyó a la literatura del siglo XIX: Henry Kendall y Herman Melville sirvieron en balleneros de Sidney cuando eran jóvenes y más tarde escribieron sobre sus experiencias. Kendall como poeta y Melville en Omoo (1847) aunque es más conocido como autor de Moby Dick (1851).

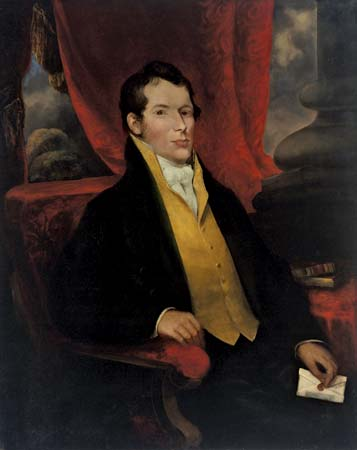
John Macarthur (1767-1834)

Muchos empresarios importantes eran propietarios de barcos balleneros. John Macarthur, Robert Campbell, Benjamin Boyd y Robert Towns en Sidney, y Alexander McGregor, William Crowther, Askin Morrison y Alexander Imlay en Hobart fueron destacados empresarios que diversificaron sus intereses comerciales con la propiedad de estos barcos. Otros participaron indirectamente suministrando a dichos buques provisiones, equipos y servicios portuarios.
El aceite de ballena y las  barbas (hueso de ballena) capturados por los balleneros de la bahía, y el aceite de cachalote capturado por los balleneros pelágicos, fueron algunas de las primeras exportaciones de Australia. La caza de ballenas y focas contribuyó más a la economía colonial que los productos de la tierra hasta la década de 1830, cuando la pesca fue superada por la producción de lana.

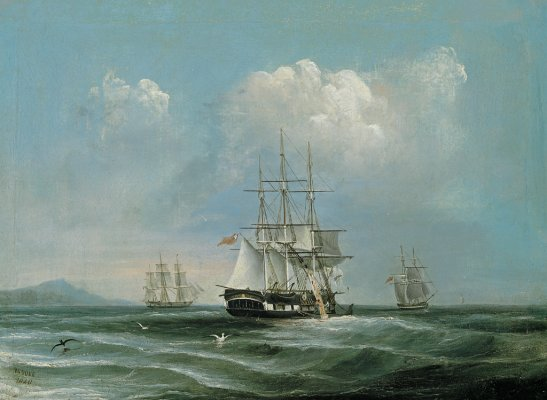
El barco ballenero de Hobart Pacific, por William Duke, 1848. Galería de Arte del Sur de Australia

La caza de ballenas fue una empresa comercial importante en la Australia colonial, aportando productos de exportación por valor de 3,3 millones de libras entre 1831 y 1845. El comercio alcanzó su punto álgido en la década de 1830 en cuanto al número de buques implicados y al valor de las exportaciones balleneras antes de experimentar una serie de reveses. Entre ellos se encontraban el descenso de la productividad debido al agotamiento de las poblaciones de ballenas, el inicio de una importante depresión económica en 1840, una serie de fiebre del oro en la Australia continental a partir de 1851, el descubrimiento de que el aceite mineral podía convertirse en petróleo, cuyo uso sustituyó al aceite de ballena como combustible para lámparas, y la constatación de que se podía obtener un rendimiento mejor y más fiable de la inversión en la producción de  lana fina.

## Caza moderna de ballenas
La caza moderna de ballenas con buques de vapor y cañones arponeros de proa con cabezas explosivas se desarrolló en la segunda mitad del siglo XIX y permitió cazar especies más grandes y de natación más rápida. La posterior introducción de buques factoría con una rampa de popa permitió arrastrar las  capturas a cubierta y procesarlas con mayor rapidez y seguridad. Noruega era la principal nación ballenera a finales del siglo XIX y la introducción de la caza moderna de ballenas en Australia, como en otros lugares, estuvo asociada a empresarios, barcos y marineros noruegos.
El empresario noruego Henrik Johan Bull vivía en Australia en la década de 1890 cuando concibió la idea de utilizar Melbourne como base para cazar ballenas en el Antártico. Al no poder interesar a los inversores locales, regresó a Noruega y se dirigió a Svend Foyn (1809-1894) considerado generalmente como el fundador de la caza moderna de ballenas. Se compró el buque de caza de ballenas Cap Nor (346 toneladas), se mejoró su motor auxiliar y se acondicionó para su caza. Rebautizado con el nombre de Antarctic, el buque partió de Noruega el 20 de septiembre de 1893 y, después de cazar en las Islas Kerguelen en ruta, llegó a Melbourne el 24 de febrero de 1894. El Antarctic partió de Melbourne en abril de 1894 y navegó brevemente por Tasmania antes de dirigirse a las islas Auckland y a la isla Campbell, regresando a Melbourne cinco meses después.
Las empresas noruegas establecieron estaciones balleneras en tierra en Australia Occidental, en Frenchman's Bay, cerca de Albany, en 1912, y en Point Cloates, en 1913. La Comisión Ballenera Australiana estableció otra estación en Australia Occidental en 1949 en Carnarvon.

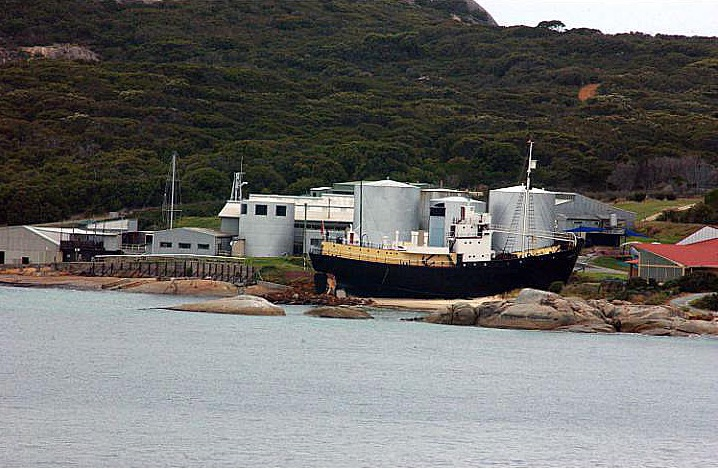
La estación ballenera de Cheyne Beach (2013), Australia Occidental, funciona ahora como atracción turística

Los buques factoría y los capturadores noruegos que navegaban hacia y desde la Antártida hacían escala en Hobart para obtener provisiones, hombres y reparaciones. También probaron la caza de ballenas en la costa de Tasmania. Un buque factoría llegó a Tasmania en enero de 1912 y sacó 1599 barriles de aceite de la costa. Otro buque factoría tomó sólo 480 barriles de aceite en la costa de Australia, pero encontró una sola pieza de ámbar gris que pesaba 1003 libras, la mayor registrada hasta entonces, que se vendió en Londres por 23 000 libras.
En 1956 había seis estaciones balleneras operando en Australia. Tres estaban en la parte occidental, en Frenchman's Bay, Point Cloates y Carnarvon. Una estaba situada en Tangalooma, en Queensland, y otra en Byron Bay, en Nueva Gales del Sur. El sexto estaba en la isla de Norfolk. La sobrepesca provocó el colapso de la población de ballenas jorobadas en 1962 y un cambio de enfoque hacia la pesca de cachalotes.

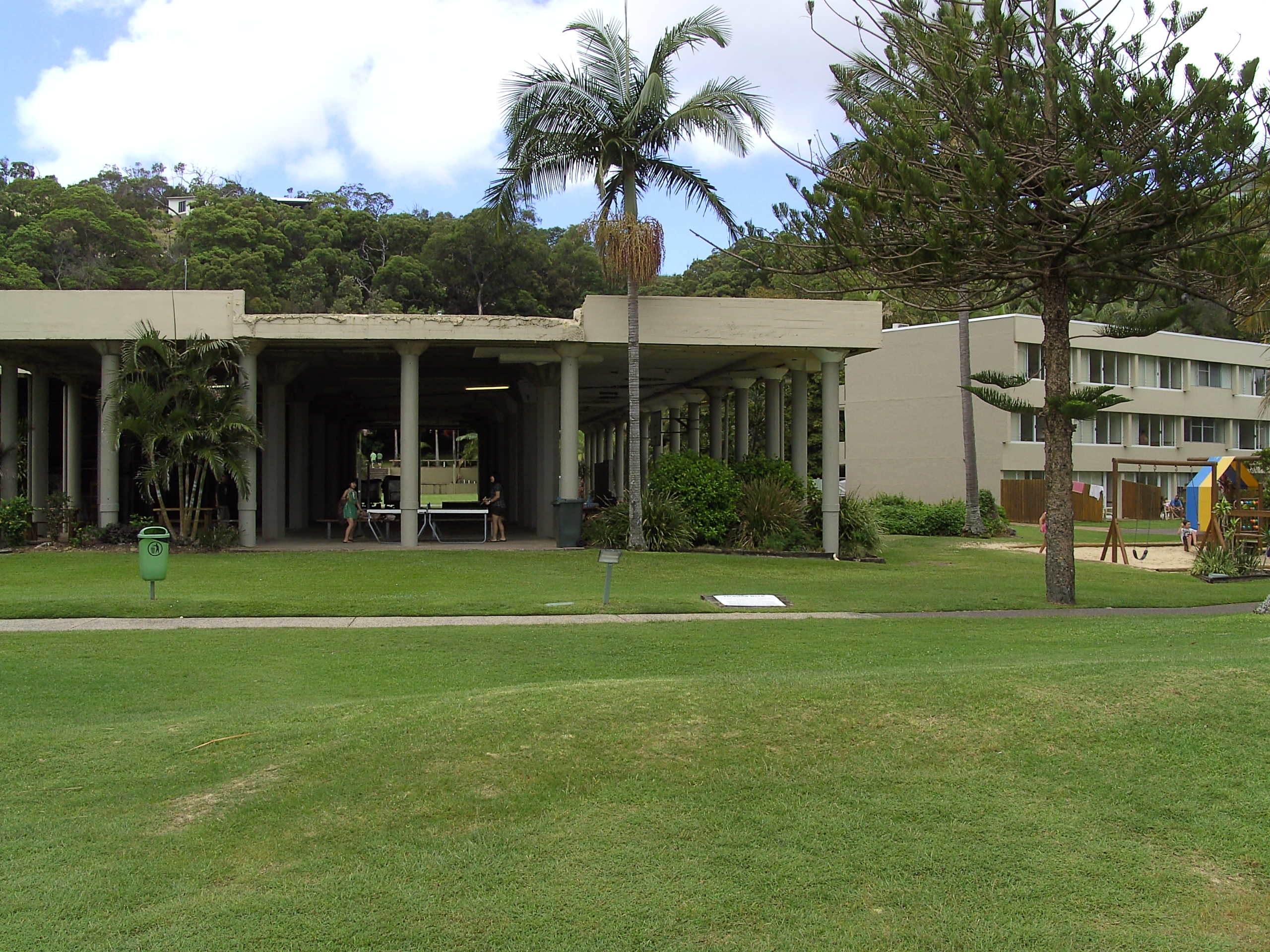
Restos de la cubierta de hormigón de flensing de Tangalooma en 2010.

La sobrepesca también supuso el cierre de algunas estaciones antes de que el gobierno prohibiera la industria. Sólo la estación ballenera de Tangalooma (Queensland), en Isla Moreton, capturó y procesó 6277 ballenas jorobadas entre 1952 y 1962 y contribuyó a la caída de la población de estas ballenas del este de Australia y forzó el cierre de estaciones de Tangalooma, Byron Bay y Norfolk Island en 1962.

## Abolición de la caza de ballenas en Australia
En 1978 el Gobierno Federal nombró a Sir Sydney Frost, antiguo presidente del Tribunal Supremo de Papúa Nueva Guinea, para que realizara una investigación sobre las ballenas y su caza. Esto siguió a una campaña de acción directa a favor de las ballenas en Albany (Australia Occidental), y a una campaña comunitaria nacional por parte de grupos como el Proyecto Jonah, Amigos de la Tierra y la Coalición de Ballenas y Delfines.[cita requerida]
El cofundador de Greenpeace, el canadiense Bob Hunter, llegó a Albany en agosto de 1977 para hacerse cargo de una campaña de acción directa contra los tres barcos cazaballenas que operaban desde Albany. Se llevaron botes inflables y zodiacs a 30 millas del mar para colocar a la gente entre los arpones y las ballenas. Esta fue la primera campaña de Greenpeace en Australia. Miembros clave de la Coalición de Ballenas y Delfines, entre ellos Jonny Lewis y Richard Jones, formaron entonces Greenpeace Australia.[cita requerida]
El 31 de julio de 1978, el primer día de las audiencias públicas de la investigación de Frost, la Compañía Ballenera de Cheynes Beach anunció su intención de cerrar sus operaciones al final de esa temporada de caza. Cheynes Beach había operado desde Frenchman Bay, cerca de Albany, Australia Occidental, desde 1952. La última ballena, un cachalote, fue arponeada el 20 de noviembre de 1978.

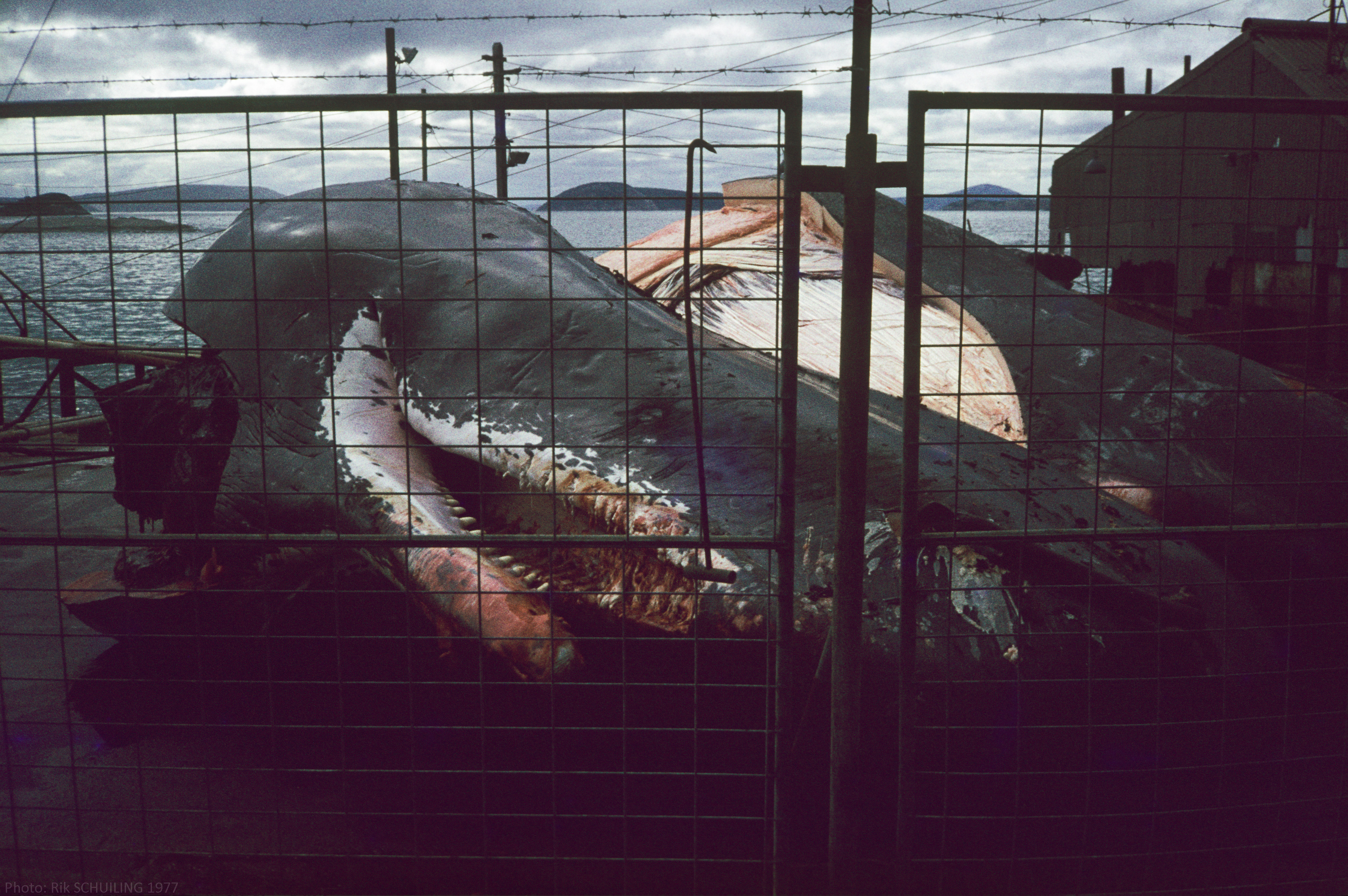
Cachalote permanece en la estación ballenera de Albany en julio de 1977

El informe de Sir Sydney, Whales and Whaling: Informe de la investigación independiente, recomendaba prohibir la caza de ballenas en Australia, y en abril de 1979 el gobierno de Fraser lo respaldó. En la actualidad, Australia es un defensor mundial de la lucha contra su caza y ha adoptado una postura firme contra el programa de caza de ballenas de Japón en el Océano Antártico. La Biblioteca Estatal de Nueva Gales del Sur posee una amplia colección de material relacionado con la caza, incluyendo obras de arte, fotografías, diarios de balleneros, huesos de ballena y scrimshaw.
Las pruebas anecdóticas sugieren que las poblaciones de ballenas, especialmente las jorobadas, han aumentado constantemente desde el fin de su caza en aguas australianas. Se desconoce el estado actual de la población de cachalotes en el Océano Antártico frente a Australia Occidental. El avistamiento de ballenas es una actividad cada vez más popular.

## Barcos balleneros australianos de larga duración o notables
- Aladdin (1847-1885)[57]
- Australian 264 toneladas (1829-1856)[58]
- Caernarvon (1834-1867)[59]
- Emily Downing (1857-1885)[60]
- Flying Childers (1846-1877)[61]
- Highlander (1837-1862).[62]
- King George 185 toneladas (1805-1815) El primer ballenero australiano. También fue el primero en ser construido en Australia.[63]
- Lucy Ann, 213 toneladas (1833-1852) Herman Melville sirvió a bordo en 1842.[64]
- Marie Laure (1849-1886).[65]
- Offley (1849-1880) Probablemente el ballenero más longevo de Hobart. Construido en 1849 y todavía en existencia en 1952.[66]
- Prince of Denmark (1834-1863)[67]
- Proteus, 254 toneladas (1831-1852)[68] Probablemente el ballenero más longevo de Sydney. Construido en Java en 1815 y desguazado en 1918.[69]
- Runnymede (1849-1881)[70]
- Sydney Packet Construido en Sydney, Australia
- Sapphire (1855-1888).[71]
- Venus 288 toneladas (1831-1835)[72] En 1831 se aventuró hasta la latitud 72 grados sur y dentro del círculo antártico.[73]
- Waterwitch 243 toneladas (1842-1895)
- Woodlark 238 toneladas (1820-1854)